# 白岩玄
白岩玄（1983年-）是一位日本作家。生於京都府京都市。自京都府立朱雀高等学校畢業後曾前往英國留學，之後就讀大阪設計師專門學校。靠著《野豬大改造》一書獲得第41屆文藝賞；該作品亦曾入圍第132屆芥川賞。